# Уайт Кэпс Тюрнхаут
Хоккейный клуб «Уайт Кэпс Тюрнхаут» (нидерл. White Caps Turnhout), (фр. White Caps Turnhout) — команда по хоккею с шайбой из Тюрнхаута. Домашней ареной клуба является «Стадион Кемпиш».

## История
Хоккейный клуб «Уайт Кэпс Тюрнхаут» был основан в 1981 году. В 2004 году команда выиграла первое чемпионство и кубок. В 2012 году клуб впервые принял участие в Континентальном кубке.

## Достижения
- Бельгийская хоккейная лига:
  - Победитель (4)  : 2004, 2007, 2008, 2011
- Кубок Бельгии по хоккею с шайбой:
  - Победитель (5)  : 2004, 2007, 2008, 2009, 2011